# Kellyn Acosta
Kellyn Acosta, né le 24 juillet 1995 à Plano au Texas, est un joueur international américain de soccer. Il évolue au poste de milieu relayeur au Fire de Chicago en MLS.

## Biographie

### Carrière en club
Le 12 juillet 2012, Kellyn Acosta signe un contrat Home Grown Player de la MLS avec son club formateur, le FC Dallas.
Arrivé au Los Angeles FC en début de saison, il décroche avec son équipe le Supporters' Shield 2022 avant de remporter la première Coupe MLS de l'histoire de la franchise en 2022.

### Carrière internationale
Kellyn Acosta participe avec son équipe nationale au Tournoi de Toulon en 2013 et joue le championnat de la CONCACAF des moins de 20 ans en 2015.
Le 1er juillet 2021, il est retenu dans la liste des vingt-trois joueurs américains sélectionnés par Gregg Berhalter pour disputer la Gold Cup 2021.
Le 9 novembre 2022, il est sélectionné par Gregg Berhalter pour participer à la Coupe du monde 2022.

## Palmarès

### En club
FC Dallas
- Vainqueur de la Coupe des États-Unis en 2016
- Vainqueur du Supporters' Shield en 2016

 Los Angeles FC
- Vainqueur de la Coupe MLS en 2022
- Vainqueur du Supporters' Shield en 2022

### En sélection
États-Unis
- Vainqueur de la Gold Cup en 2017 et 2021
- Vainqueur de la Ligue des nations en 2021